# Búč
Búč (węg. Búcs) – wieś i gmina (obec) w powiecie Komárno w kraju nitrzańskim na Słowacji, sama wieś pierwszy raz wzmiankowana w 1208 roku.
W 2011 roku Búč zamieszkiwało 1190 osób, około 91,1% mieszkańców stanowili Węgrzy, 7,7% Słowacy.